# Opěvuji elektrické tělo
Opěvuji elektrické tělo (1959, I Sing the Body Electric) je povídková sbírka amerického spisovatele Raye Bradburyho, pojmenovaná podle stejnojmenné básně Walta Whitmana z jeho sbírky básní Stébla trávy. Obsahuje osmnáct povídek z let 1948–1969.

## Obsah sbírky
- The Kilimanjaro Device (1965, Stroj Kilimandžáro), povídka česky nevyšla. Vášnivý čtenář se nedokáže smířit se sebevraždou Ernesta Hemingwaye. Pomocí stroje času se pro spisovatele vrátí, aby mu nabídl mužnější smrt v Africe.
- The Terrible Conflagration Up at the Place (1969, Strašný požár tam nahoře).[p 1] Skupina rebelů chce vypálit zámek místního lorda. Lord je přichytí při činu a pozve je k sobě. Při drinku je poprosí, aby zámek zapálili v době, která se mu bude hodit. Chová se tak slušně, že rebelové souhlasí. Lord jim postupně jejich úmysl tak zkomplikuje, že rebelové od svého úmyslu nakonec upustí.
- Tomorrow's Child (1948, Dítě zitřka).[p 2] Manželům se chybou porodního stroje narodí dítě do jiného rozměru, díky kterému má tvar modré pyramidy.
- The Women (1948, Ženy).[p 3] Vyprávění o souboji vodního živlu a manželky o jejího muže.
- The Inspired Chicken Motel (1969), povídka česky nevyšla. Majitel motelu vlastní kuře, které umí věštit.
- Downwind from Gettysburg (1969), povídka česky nevyšla.
- Yes, We'll Gather at the River (1969), povídka česky nevyšla.
- The Cold Wind and the Warm (1964), povídka česky nevyšla.
- Night Call, Collect (1949, Noční hovor na účet volaného).[p 4] Muž, který žije jako jediný na Marsu má noční hovory na účet volaného. Slyší nahrávky se svým vlastním hlasem, které si pro tyto účely dříve připravil.
- The Haunting of the New (1969, Touha po novém).[p 5]
- I Sing the Body Electric! (1969, Opěvuji elektrické tělo), povídka česky nevyšla. Rodiče se rozhodnou koupit si elektrickou babičku, aby jim pomáhala v domě a starala se o jejich tři děti.
- The Tombling Day (1952), povídka česky nevyšla.
- Any Friend of Nicholas Nickleby's Is a Friend of Mine (1966), povídka česky nevyšla.
- Heavy-Set (1964), povídka česky nevyšla.
- The Man in the Rorschach Shirt (1966), povídka česky nevyšla.
- Henry the Ninth (1969), povídka česky nevyšla.
- The Lost City of Mars (1967, Ztracené město na Marsu)[p 6] Na Marsu je vypuštěn poslední kanál, a tím se otevře cesta do bájného Ztraceného města, kam se okamžitě nahrne spousta zvědavců.
- Christus Apollo (1969), povídka česky nevyšla.

## Vydání z roku 1998
Roku 1998 vydalo nakladatelství Avon Books knihu I Sing the Body Electric and Other Stories, která obsahuje všechny povídky z původní sbírky a k tomu jedenáct povídek ze sbírky Dlouho po půlnoci (1976, Long After Midnight):
- The Blue Bottle (1950, Modrá láhev).
- One Timeless Spring (1946, Věčné jaro).
- The Parrot Who Met Papa (1972, Papoušek, který znal tátu).
- The Burning Man (1975, Hořící muž).
- A Piece of Wood (1952, Kus dřeva).
- The Messiah (1973, Mesiáš).
- G.B.S.-Mark V (1976).
- The Utterly Perfect Murder (1971, Ideální vražda).
- Punishment Without Crime (1950, Trest bez zločinu).
- Getting Through Sunday Somehow (1962, Jak jen přečkat neděli).
- Drink Entire: Against the Madness of Crowds (1976, Proti šílenství davu).

## Filmové adaptace
- The Electric Grandmother (1982, Elektronická babička), americký televizní film podle povídky I Sing The Body Electric, režie Noel Black.
- Elektroninė senelė (1986, Elektronická babička), sovětský litevský film, režie Algimantas Puipa.

## Česká vydání
Česky vyšlo ze sbírky pouze šest povídek.
1. ↑  Povídka Strašný požár tam nahoře vyšla česky ve výboru Mráz a oheň (1995).
2. ↑  Povídka Dítě zítřka vyšla česky ve výboru Mráz a oheň (1995).
3. ↑  Povídka Ženy vyšla česky ve výboru Mráz a oheň (1995).
4. ↑  Povídka Noční hovor na účet volaného vyšla česky ve výboru Mráz a oheň (1995).
5. ↑  Povídka Touha po novém vyšla česky ve výboru Mráz a oheň (1995).
6. ↑  Povídka Ztracené město na Marsu vyšla česky v antologii Playboy - antologie sci-fi povídek (2003).